# ベンジャミーナ (小惑星)
ベンジャミーナ (976 Benjamina) は小惑星帯に位置する小惑星である。アルジェリアのアルジェ天文台でヴェニアミン・ジェコフスキーによって発見された。
発見者の息子にちなんで命名された。
2006年12月に東北地方で掩蔽が観測された。